# Jandowae
Jandowae är en ort i Australien. Den ligger i kommunen Western Downs och delstaten Queensland, omkring 200 kilometer väster om delstatshuvudstaden Brisbane. Antalet invånare är 784.
Trakten runt Jandowae är nära nog obefolkad, med mindre än två invånare per kvadratkilometer.. Det finns inga andra samhällen i närheten.
Omgivningarna runt Jandowae är i huvudsak ett öppet busklandskap. Genomsnittlig årsnederbörd är 797 millimeter. Den regnigaste månaden är januari, med i genomsnitt 146 mm nederbörd, och den torraste är augusti, med 18 mm nederbörd.